# 2011年夏季世界大学生运动会蒙古代表团

蒙古代表团旗帜

2011年夏季世界大学生运动会蒙古国代表团运动员一共是110人。

## 奖牌榜
| 名次 | 代表团 | 金牌 | 银牌 | 铜牌 | 总数 |
| ---- | ------ | ---- | ---- | ---- | ---- |
| 44   | 蒙古   | 0    | 4    | 0    | 4    |

## 奖牌获得者

### 银牌
1. 柔道-男子60公斤级：钦巴特
2. 射击-男子50米步枪卧射团体赛
3. 国际象棋-女子个人赛：特弗雅戈-姆恩古图尔
4. 射击-女子50米步枪三种姿势个人赛：楚伦巴德拉赫-纳兰图雅